# Waldo (Arkansas)
Waldo é uma cidade localizada no estado americano de Arkansas, no Condado de Columbia.

## Demografia
Segundo o censo americano de 2000, a sua população era de 1594 habitantes.
Em 2006, foi estimada uma população de 1470, um decréscimo de 124 (-7.8%).

## Geografia
De acordo com o United States Census Bureau, a localidade tem uma área de 5,7 km², sem área coberta por água. Waldo localiza-se a aproximadamente 100 m acima do nível do mar.

## Localidades na vizinhança
O diagrama seguinte representa as localidades num raio de 24 km ao redor de Waldo.